# Heinrich Boller
Heinrich Boller, švicarski hokejist, * 6. september 1921, Švica, † 30. junij 2007, Švica. 
Boller je bil hokejist kluba Zürich SC Lions v švicarski ligi in švicarske reprezentance, s katero je nastopil na enih olimpijskih igrah, kjer je osvojil bronasto medaljo, in več Svetovnih prvenstvih, na katerih je osvojil dve bronasti medalji.